# Esoptron
Esoptron – drugi album studyjny greckiego zespołu death metalowego Septicflesh wydany w 1995 roku przez Holy Records. W 2013 roku album został ponownie wydany przez Season of Mist z trzema nowymi utworami w tym dwoma nagranymi w 1999 roku podczas koncertu w Lille.
Słowo "Esoptron" w języku starogreckim oznacza (wewnętrzne) lustro.
Mimo iż uważa się, że ktoś o pseudonimie Kostas jest odpowiedzialny za perkusję na tym albumie, w rzeczywistości perkusja została zaprogramowana.

## Lista utworów
Wszystkie utwory zostały napisane przez Sotirisa Vayenasa, chyba że zaznaczono inaczej.
1. "Breaking the Inner Seal" – 0:50
2. "Esoptron" – 5:19
3. "Burning Phoenix" – 4:39
4. "Astral Sea" – 0:30
5. "Rain" – 3:40
6. "Ice Castle" – 5:54
7. "Celebration" – 0:53
8. "Succubus Priestess" – 4:11
9. "So Clean, So Empty" – 3:57
10. "The Eyes of Set" – 4:50
11. "Narcissism" – 8:54

Utwory dodatkowe
1. "Woman of the Rings" (Remastered) – 6:36
2. "Cresent Moon" (Live 1999) (muz. Spiros A., Sotiris V.) – 6:13
3. "Brotherhood of the Fallen Knights" (Live 1999) – 4:43

## Twórcy
- Spiros A. – wokal, gitara basowa, okładka
- Sotiris V. – gitary, wokale, instrumenty klawiszowe